# 圖版戰棋
圖板戰棋為戰爭遊戲或桌上遊戲的一種，又稱為「戰棋」、「兵棋」或「衝突模擬」，泛指模擬軍事行動的遊戲系統，美國國防部將戰爭遊戲定義為任何模擬發生於兩個或以上相對勢力間軍事作戰的方式，可能利用規則、數據、程序上的設計來預測真實或假設真實的情景。「戰棋」有別於現在熱門的網路對戰遊戲，為不使用電腦而是使用骰子、牌組或特殊棋子便可以在桌面上模擬軍事衝突的圖板遊戲。

## 戰棋歷史

### 歐美戰棋歷史
現代戰棋的雛形，最早可以追溯到約翰·馮·萊斯維茨於西元1824年在普魯士出版的《利用戰爭遊戲模擬軍事推演指南》，在這份規則中，遊戲玩家被分為紅軍和藍軍，並由一名裁判來決定遊戲劇本並給予雙方一定的兵力佈署，每個回合雙方可以進行移動和攻擊，不同形式的攻擊有不同的戰鬥表，配合擲骰來決定戰鬥的結果，遊戲最後由先達到勝利條件的玩家獲勝。西元1954年，由於美國Tactics遊戲的出版，開始促進此類型興趣的發展，並在70年代受到廣大群眾的喜愛，雖然目前此類型遊戲族群已經開始減少，但是現在仍有許多的遊戲出版商和遊戲展致力發展此項產業；在70年代初期的美國，圖版戰爭遊戲已經是戰爭遊戲的代名詞，在英國則發展出微縮模型戰爭遊戲的興趣，這種類型的遊戲仍然出現在一些遊戲展中。

### 亞洲戰棋歷史
「子墨子解帶為城，以牒為械，公輸盤九設攻城之機變，子墨子九距之，公輸盤之攻械盡，子墨子之守圉有餘。」《墨子．公輸篇》，西元前400多年之間墨子和公輸盤的雲梯攻防戰，應該是中國最早有記錄的戰棋推演過程，雖然內容並不詳細，但是我們可以知道自古在中國即有利用器具來模擬軍事衝突的方式。

## 美國戰棋出版社

### Avalon Hill Games (AH)
全球第一間專業戰棋公司，由查爾斯．羅伯茨Charles S. Roberts成立於1954年，第一款商業戰棋《戰術Tactics》獲得了很大的成功，在1998年以六百萬美金賣給「孩之寶Hasbro」公司。

### Simulations Publications (SPI)
在1969年由戰棋界大老詹姆斯．鄧寧根James F. Dunnigan所成立，主要出版目前歷時最久的《戰略與戰術Strategy & Tactics》戰棋雜誌，主要出版重度戰棋，像是《東線戰爭War in the East》、《下一戰The Next War》、《太平洋戰爭War in the Pacific》等，在1982年倒閉。

### GMT Games
美國最大戰棋出版社，包含東線系列，戰鬥指揮官系列，指揮與軍旗系列等，近年來亦有類戰棋或桌遊等作品。

### Multi-Man Publishing
美國專業戰棋出版社，以標準戰鬥系列、作戰戰鬥系列、旅級作戰系列、A Victory系列等作品聞名。

### Decision Games
美國專業戰棋出版社，旗下有知名的戰略與戰術雜誌系列、世界大戰雜誌系列、現代戰爭雜誌系列。

## 亞洲戰棋出版社

### 戰鼓遊戲 War Drum Games
中國上海的戰棋出版社，目前已有三部作品面世。

### 戰棋會
戰棋會是香港一間戰棋出版社，在1980年代成立，除戰棋以外，戰棋會亦代理世界各地不同的棋類遊戲。

### 福爾摩莎戰棋社 Formosa Force Games
福爾摩莎戰棋社 Formosa Force Games為2009年成立於台灣的第一家華文戰棋工作室，第一款戰棋遊戲為模擬霧社事件的《賽德克之歌》，從2010年開始和台灣知兵堂出版社合作發行第1期《戰棋》雜誌：《血戰古寧頭》，亦是全球首創的華文戰棋雜誌，至今已經出版了14期，在2015年9月出版第11期《鐵衛禁軍：抗戰之淞滬會戰》，2016年9月出版第12期《四平：東方馬德里》，2017年9月出版第13期《少帥：西安事變》，2018年10月出版《迷你二戰》，2022年12月和灣加遊戲合作出版《寫戰》，2023年3月和黑喵製造總局合作出版第14期《圍城楚歌》。

### 千伏工作室 KV Games
中國浙江地區的戰棋工作室，目前已出版《勝敗咫尺》系列、《大帥》、《氣壯山河》、《三分天下》等作品。

### 黑喵製造總局 Kuro Neko Design Workshop
中國上海地區的戰棋工作室，目前已出版《龍與十字》、《三國英雄傳》、《出師表》、《圍城楚歌》、《孤臣儒子》。

## 歷史戰棋規模
歷史戰棋通常是以歷史上發生過的戰爭、戰役或戰鬥為主題，因此可以針對戰役規模的大小來區別遊戲的類型，區分的方式可以依據戰役地圖的大小、戰鬥單位的多寡、作戰時間的長短、軍事策略的型態等來作為標準。通常分類的方式有以下四種：

### 大戰略層級(Grand Startegic Level)
軍事戰略的行動包含使用一個州或一整個帝國的資源，以長時間的戰爭（或一系列戰爭），一個戰鬥單位通常無法用軍事層級的部隊作代表，這類型的戰棋通常包含政治、經濟和軍事上的衝突。
每個六角格或區域超過100公里，基本戰鬥單位為1個軍區（1000000-3000000人）或戰區（3000000-10000000人），作戰時間中每個回合為數個月到數年。

### 戰略層級(Startegic Level)
每個六角格或區域為10-100公里，基本戰鬥單位為1個軍（20000-45000人）、兵團（80000-200000人）或集團軍（400000-1000000人），作戰時間中每個回合為數個月到1年。

### 作戰層級(Operational Level)
每個六角格或區域為1-10公里，基本戰鬥單位為1個營（300-1300人）、團（3000-5000人）、或師（10000-15000人），作戰時間中每個回合為數天到數個月。

### 戰術層級(Tactical Level)
每個六角格或區域為1公里以內，基本戰鬥單位為1個班（8-13人）、排（26-55人）、或連（80-225人），作戰時間中每個回合為數個小時到數天。

### 戰鬥層級(Skirmish)
每個六角格或區域為1公里以內，基本戰鬥單位為1個人到1個伍（4人），作戰時間中每個回合為數分鐘到數個小時。

## 戰棋榮耀

### 查爾斯．羅伯茨獎(Charles S. Roberts Awards)
查爾斯．羅伯茨獎是自1974年開始每年會頒發一次的獎項，用意是表彰卓越的歷史戰棋。這個獎項是以查爾斯．羅伯茨(Charles S. Roberts)為名。查爾斯．羅伯茨被尊稱為「現代版圖戰棋之父The Father of Board Wargaming」 ，他創立了「阿瓦隆丘遊戲公司Avalon Hill Game Company」對戰棋發展貢獻很大。戰棋迷也暱稱這個獎項為「查理」(Charlie)，但官方正式名稱還是稱為「查爾斯．羅伯茨獎」。
2000年之前，這個獎項是在「Origins遊戲展」(Origins Game Fair)頒發的，而查爾斯．羅伯茨獎在1987年以前，也被視作是「原創獎Origins Awards」。自2000年以後，此獎項則改在「世界版圖遊戲錦標賽」(World Boardgaming Championships)（以前稱作「阿瓦隆展」(AvalonCon)）進行頒發。

## 各國戰棋聚會

### 原創遊戲博覽會(美國)
在1975年的某一天，「飛牛企業Flying Buffalo Inc」的瑞克．魯密斯Rick Loomis收到從「Avalon Hill」寄來的一封信。這是一封關於戰棋公司贊助商的邀請函，第一個地點就位於巴爾的摩市的約翰．霍普金斯大學，共有23個和地方遊戲團體合作的攤位，這兒聚集了後來許多大名鼎鼎的戰棋出版商，像是「Avalon Hill」、「SPI」、「GDW」、「Flying Buffalo」等。「Avalon Hill」在當時就位於巴爾的摩，這個地方也被視為歷史上戰棋誕生的聖地，有人就稱這一次的活動為「原創展」。

## 外部連結
- ConsimWorld.com （页面存档备份，存于） (美國戰棋討論區)
- Web-Grognards (國際戰棋資料庫)
- Board Game Geek（页面存档备份，存于） (國際桌上遊戲資料庫)
- 北京戰棋堂 (中國戰棋論壇)
- 戰爭藝術 (中國戰棋論壇)
- 福爾摩莎戰棋社 （页面存档备份，存于） (台灣戰棋雜誌官網)
- 戰棋室 （页面存档备份，存于）（台灣戰棋玩家聚會）
- Command & Coffe （页面存档备份，存于）（台灣戰棋玩家部落格）
- 13 Foxtrot （页面存档备份，存于）（台灣戰棋玩家部落格）
- Robin's WarGame Room （页面存档备份，存于）（台灣戰棋玩家部落格）
- Fraser的戰棋參謀部 （页面存档备份，存于）（台灣戰棋玩家部落格）
- 大男孩 の 生活 ○ 瑣事 （页面存档备份，存于）（台灣戰棋玩家部落格）
- Command Magazine Japan （页面存档备份，存于） (日本戰棋雜誌官網)
- Game Journal （页面存档备份，存于） (日本戰棋雜誌官網)
- Six Angles （页面存档备份，存于） (日本戰棋雜誌官網)